# 若松正司
若松 正司（わかまつ まさし、1928年〈昭和3年〉1月11日 - 2009年〈平成21年〉10月18日）は、日本の作曲家、編曲家。東京都出身。慶應義塾大学経済学部卒業。作曲家の若松歓は息子にあたる。ヤマハ音楽振興会理事や日本作曲家協議会監事、日本童謡協会常任理事などを歴任した。

## 来歴
1953年（昭和28年）に放送用の音楽を手始めに作曲家を志向。作曲を服部正、指揮を高階正光に師事。1955年（昭和30年）のNHKのオーケストラ番組の編曲担当をきっかけに恒常的にレギュラー番組を担当。以後、NHKみんなのうたなどNHKの番組を中心に幅広く活動。1993年（平成5年）に第23回日本童謡賞受賞。また、日本大学習志野高校の応援歌（作詞：山上路夫）を作曲したりしたこともあった。

## 主な作品

### 童謡
- あめのなかのポスト
- イルカはざんぶらこ
- かもつれっしゃ
- 小人の国のガリバー
- 殺虫罪
- パパとスキップ
- 魔女のスキップ
- 待っててくれる

### ヤマハ音楽教室教材
- アリさんマーチ
- あかいいろがすき!
- あかいぼうしのあかいはな
- いちに、いちに
- はじめまして
- おやすみなさいおほしさま
- バタバタパンやさん
- おりょうりてあそび
- くまちゃんねむった
- まっしろしろ
- かおあらいぐま
- わぁいわい
- ママのボク
- たんぽぽ
- おかあさんあのね
- ま〜だだよ
- ちいさなこえ
- ワクワクきょうしつ
- だいすき
- クジラのくしゃみ
- なかよし
- おひさまのかくれんぼ
- てんしのえほん
- くじらとかいぞく
- いっぱいいっぱいありがとう
- 黄色いわすれがさ
- だいすきなあのうたを
- 木の歌がきこえる

### 東芝ダンス教材シリーズ
- インディアン人形

### 合唱曲
- 時間 - 第50回NHK全国学校音楽コンクール小学校の部課題曲。作詞は前田祐美子
- 未知という名の船に乗り
  - 昭和56年度NHK全国学校音楽コンクール小学校の部課題曲。合唱譜及びピアノ伴奏譜の編曲を担当。作詞は阿久悠、作曲は小林亜星
- だから すきさ - 第59回NHK全国学校音楽コンクール小学校の部課題曲。作詞は東龍男
- 少年少女合唱のための組曲『北国の白い旅人たち』
- 少年少女のための合唱ファンタジー『城跡よ 風とみどりと』

### みんなのうた

#### 作曲
- 秋風にのせて
- 春の潮だまり
- 街にだかれて
- ゆらんゆろん

#### 編曲
- いろはまつり
- うたはともだち
- えんどうの花
- 学校坂道 - 第1回NHKこどものうたコンクール入賞曲
- 元気のでる歌
- 小鳥の歌
- 子ねこと毛糸
- こねこの病気
- 洗濯ジャブ ジャブ
- 進め！しんじ君
- 先生は走る - 一般公募最優秀賞
- 調子をそろえてクリック・クリック・クリック
- 天使の羽のマーチ - 第2回NHKこどものうたコンクール入賞曲
- ともだち - あなたのメロディー入選曲
- とんぼの思い出
- なかよし海さん
- ねえねえおじいさん
- 花の海
- 春の山
- 星の子ペンキィ
- まあだだよ
- ユアハンドマイハート ～YOUR HAND,MY HEART.～
- レロンレロンシンタ

### 映画
- 世界名作童話 白鳥の湖　（主題歌・挿入歌）

## 関連人物
- 岸洋子
- 松尾善雄